# Joseph Stephan Kauser
Joseph Stephan Kauser, auch Joseph Etienne Kauser, (* 22. Dezember 1830 in Pest; † 1. April 1905 in New Orleans) war ein ungarisch-amerikanischer Architekt und Bauingenieur.

## Leben
Die Geschichte der Familie Kauser lässt sich anhand von Dokumenten lückenlos zurückverfolgen bis in die Mitte des 17. Jahrhunderts. Damals lebten die Kauser in Ungarn. Ab Ende des ausgehenden 18. Jahrhunderts brachte die Familie zahlreiche Steinmetze und Architekten hervor, darunter auch Joseph Kauser (geboren 1848 in (Buda-)Pest; gestorben 1919 in Budapest), der den Bau der Stephans-Basilika in Budapest 1905 beendet hat.
Das biographisch wohl interessanteste Mitglied dieser Familie ist Joseph Stephan (Etienne) Kauser, auch er ein Architekt und Bauingenieur. Er wurde am 22. Dezember 1830 in Pest (heute Budapest) geboren, Sohn von Joseph Kauser und Katharina Tonner. 1848/1849 nahm er an der ungarischen Revolution teil: als Leutnant der Artillerie in der Legion der Universität Pest. Nach der Niederlage Ungarns wurde die Pester Universitäts-Legion als 90. Honved-Bataillon in die k.k. Armee überführt, ihre Soldaten zum Kriegsdienst verpflichtet, etliche Soldaten (vor allem Offiziere) eingekerkert oder hingerichtet.
J. E. Kauser floh deswegen ins Ausland und besorgte sich in Hamburg einen falschen Pass. Von Spitzeln der österreichischen Regierung verfolgt, wurde er in Bayern aufgegriffen, sein falscher Pass eingezogen. Aus München sollte er nach Salzburg abgeschoben und den Österreichern ausgeliefert werden. Wiederum gelang ihm die Flucht: über Zürich nach Paris. Von 1850 bis 1854 studierte er an der École des Beaux-Arts (Paris) Architektur und arbeitete anschließend als Architekt in Paris. 1855 wurde er durch ein in verschiedenen ungarischen und österreichischen Zeitschriften veröffentlichtes Edikt der habsburgischen Regierung zur Rückkehr nach Budapest aufgefordert, um sein Fortgehen zu rechtfertigen. Widrigenfalls wurden ihm strengste juristische Konsequenzen angedroht. Statt der Aufforderung Folge zu leisten, nahm Joseph Etienne Kauser im Januar 1857 in Liverpool das Steamboat „Atlantic“ und emigrierte nach Amerika. Am 24. Januar 1857 erreichte das Schiff New York;
Am 16. Februar 1857 beantragte er am Supreme Court der Stadt New York seine Einbürgerung. Am 5. Januar 1859 heiratete er in Franklin (Ohio) Emelia Friederichs. In den Staaten Ohio und New York arbeitete er als Architekt. Am 10. Oktober 1860 erwarb er die amerikanische Staatsbürgerschaft, beantragte noch am gleichen Tag einen Pass und kehrte 1860 mit seiner Frau nach Europa zurück, um sich der zu Garibaldis Truppen gehörenden „internationalen Legion“ in Italien als Oberleutnant anzuschließen. Die 500 Ungarn, die zu dieser Legion gehörten, wurden von Colonel István Türr angeführt. Bei dieser Legion blieb Kauser bis 1864 / 1865.
Danach kam er als amerikanischer Bürger nach Ungarn und arbeitete in Budapest als Architekt. Hier stand er in den folgenden Jahren unter permanenter Beobachtung durch österreichische Spitzel, die über jeden seiner Schritte, seine Reisen nach Italien, Frankreich u. a., seine Bekanntschaften, Lebensgewohnheiten und beruflichen Tätigkeiten nach Wien berichteten. Wahrscheinlich auf Vermittlung István Türrs (inzwischen durch Garibaldi zum General avanciert) wurde Etienne Kauser amerikanischer Konsul in Budapest (1869–1874). Das weitere Schicksal seiner ersten Frau (Emelia Friedrichs) ist nicht bekannt. Am 16. Mai 1870 heiratete er in Košice ein zweites Mal: Berta Gerster, eine gefeierte, von Franz Liszt verehrte Sopranistin. Am 21. November 1871 wurde in Budapest Tochter Alice Berta geboren, am 27. August 1873 sein Sohn George Washington. In Budapest entwarf er ab 1871 etliche Häuser; am interessantesten davon ist wohl sein Plan, nach amerikanischem Vorbild in der Nähe des Ostbahnhofs „Hundert Häuser“ („szàz hàz“), eine Arbeitersiedlung, zu bauen. Gemeinsam mit István Türr und Béla Gerster, seinem Schwager, arbeitete Etienne Kauser an der Planung und am Bau des Kaiser-Franz-Kanals / Ferenc-csatorna (in Ungarn) und später an Planung und Bau des Kanals von Korinth (Griechenland). 1883 / 1884 verließ Etienne Kauser endgültig Ungarn und begab sich mit seiner Familie nach Paris, wo am 7. April 1885 Sohn Benjamin Franklin geboren wurde. Zwei Wochen später, am 23. April 1885, starb Berta Gerster.
1888 kehrte Etienne Kauser mit seinen drei Kindern endgültig nach Amerika zurück und ließ sich in der Hafenstadt Pensacola (Florida) nieder. 1893 veröffentlichte er eine Flurkarte von Ost-Pensacola, auf die noch heute (2015) bei Grundstückskäufen Bezug genommen wird. Im gleichen Jahr, am 14. Februar, wurde seine Erfindung eines Unterwasser-Baggers (dredging-apparatus) patentiert. Er fand Anstellung als Dredging-Inspektor und Aufseher im Hafen von Pensacola (1893), in Warrington / Pensacola (1897) und im Fort McRee/Pensacola (1899). 1901 erwarb er ein 80 acres (ca. 32.000 m²) großes Grundstück, das damals noch unbebaut im Norden von Pensacola lag und – als public domain – zum Bau für Heimstätten für Neusiedler bestimmt war. Es ist zu vermuten, dass Etienne Kauser die Absicht hegte, auf diesem Grundstück seinen alten Plan einer Arbeitersiedlung zu verwirklichen. 1905 starb Etienne Kauser in New Orleans. Seit wann, warum und wie lange er sich dort aufgehalten hatte, ist nicht bekannt.
Die Kinder Etienne Kausers verließen nach und nach das Haus ihres Vaters in Pensacola. Alice Kauser ging nach New York und wurde dort eine berühmte Theater- und Literatur-Agentin. 1910 beendete sie ihre Tätigkeit als Nachlassverwalterin ihres Vaters in Pensacola. Sie blieb unverheiratet. Benjamin Kauser, zunächst Rechtsanwalt, folgte seiner Schwester nach New York, wurde Schauspieler und Theater-Direktor am Broadway. Er war zweimal verheiratet; beide Ehen blieben kinderlos. Auch George Kauser, Ingenieur, war einige Zeit Mitarbeiter seiner Schwester in New York, landete aber schließlich in Chicago als Grundstücksmakler. 1906 heiratete er Elsie Buchan. Seine Nachkommen leben heute in den Vereinigten Staaten von Amerika.

## Leistungen
- Partizipation bei Planung und Bau des state-house in Erie / Philadelphia.
- Partizipation bei Planung und Bau des Kaiser-Franz-Kanals (Ferenc csatorna) in Ungarn.
- Partizipation bei Planung und Bau des Kanals von Korinth, Griechenland.

## Werke
- Mémoire à l'appui d'un projet soumis à M. Le général Türr, traitant de la fondation d'une colonie agricole aux Etats-Unis sur certains terrains devant être exploités au préalable pour leurs richesses forrestieres, par J.-E. Kauser (Imprimerie des apprentis orphelins, Paris 1888).